# Rupa (geslacht)
Rupa is een geslacht van kevers uit de familie van de loopkevers (Carabidae). De wetenschappelijke naam van het geslacht is voor het eerst geldig gepubliceerd in 1935 door Jedlicka.

## Soorten
Het geslacht Rupa omvat de volgende soorten:
- Rupa japonica Jedlicka, 1935
- Rupa uenoi Habu, 1976
- Rupa uncinata Kasahara, 1994